# Estadio Óscar Quiteño
Das Estadio Óscar Quiteño (voller Name: Estadio Olímpico Óscar Alberto Quiteño) ist ein Fußballstadion mit Leichtathletikanlage in der salvadorianischen Stadt Santa Ana. Es ist die Heimspielstätte des Fußballvereins Club Deportivo FAS.
Es war, neben dem Estadio Flor Blanca, eine von zwei Spielstätten des CONCACAF-Nations-Cup 1963 und, neben dem Estadio Cuscatlán, des UNCAF Nations Cup 1995.

## Galerie

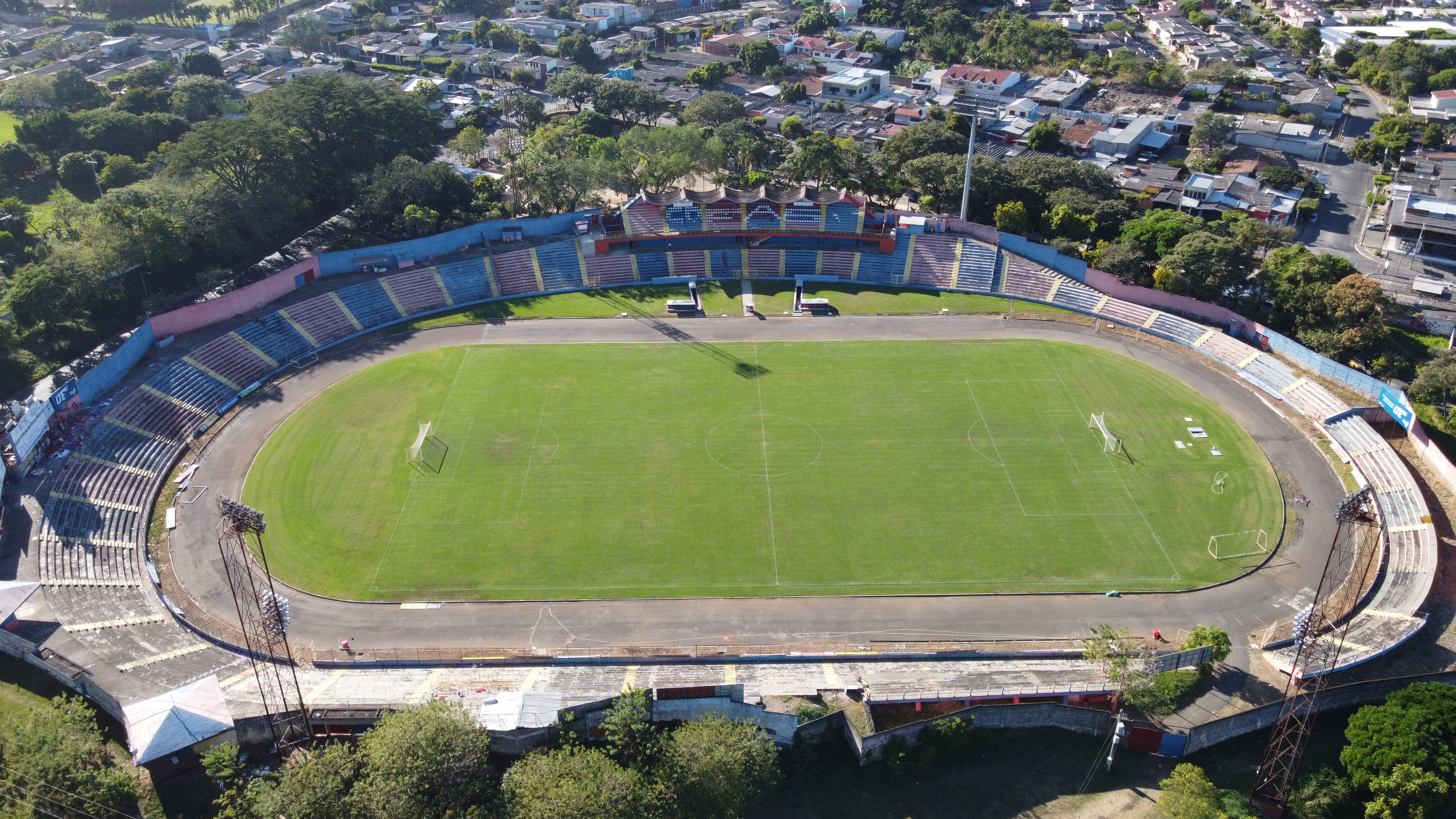
Blick auf das Stadion im Januar 2021